# Sergentomyia luteola
Sergentomyia luteola är en tvåvingeart som beskrevs av Davidson 1983. Sergentomyia luteola ingår i släktet Sergentomyia och familjen fjärilsmyggor. Inga underarter finns listade i Catalogue of Life.